# گویلرمو اولاسو
 گویلرمو اولاسو (انگلیسی: Guillermo Olaso؛ زادهٔ ۲۵ مارس ۱۹۸۸) یک تنیس‌باز اهل اسپانیا است.